# Моторкин, Андрей Владимирович
Андрей Владимирович Моторкин (род. 19 июля 1980) — российский самбист и дзюдоист, серебряный призёр чемпионата России по боевому самбо 2004 года, бронзовый призёр чемпионата России по самбо 2010 года, мастер спорта России международного класса. Тренировался под руководством С. З. Хотмирова и С. В. Карпейкина. Выступал в первой средней весовой категории (до 82 кг).

## Спортивные результаты
- Первенство России по дзюдо 2000 года среди молодёжи — ;
- Чемпионат России по боевому самбо 2004 — ;
- Чемпионат России по самбо 2010 — ;